# Tantal(IV)-chlorid
Tantal(IV)-chlorid ist eine anorganische chemische Verbindung des Tantals aus der Gruppe der Chloride.

## Gewinnung und Darstellung
Tantal(IV)-chlorid kann durch Reaktion von Tantal(V)-chlorid mit Aluminium oder Tantal gewonnen werden.
{\displaystyle \mathrm {3\ TaCl_{5}+Al\longrightarrow AlCl_{3}+3\ TaCl_{4}} }
{\displaystyle \mathrm {4\ TaCl_{5}+Ta\longrightarrow 5\ TaCl_{4}} }

## Eigenschaften
Tantal(IV)-chlorid ist ein diamagnetischer Feststoff, der in Form von glänzenden, braunschwarzen Kristallnadeln vorliegt. Wie das sehr ähnliche Niob(IV)-chlorid ist es extrem feuchtigkeitsempfindlich. Es besitzt eine monokline Kristallstruktur mit der Raumgruppe P21/m (Raumgruppen-Nr. 11), a = 679 pm, b = 1171 pm, c = 1229 pm, β = 94° 33'.